# Лев III Ісавр
Лев III Ісавр (грец. Λέων Γ′ ὁ Ἰσαυρóς; близько 675 у Германікея — 18 червня 741 року) — імператор Візантії з 717 по 741 роки. Засновник Сирійської династії, яку часто неправильно називають ісаврійською.

## Прихід до влади
Лев III народився в Германікеї (місто в Коммагені). Прізвище Ісавр отримав у істориків через помилку хроністів. Анастасій II (713—716) надав йому титул патрикія і призначив його правителем області в Малій Азії. Коли військами був проголошений імператором Феодосій III, Лев Ісавр відмовився визнати його і підняв повстання. Феодосій довго не противився і зрікся престолу, отримавши обіцянку, що залишиться неушкодженим. У березні 717 року Лев Ісавр перебрав владу й енергійно взявся до оборони імперії від арабів, які вже давно захопили Сирію і наступали на Малу Азію.

## Правління
У перший рік правління Лева ІІІ почався другий похід арабів на Візантію. Брат Дамаського халіфа Сулеймана, Маслама переправився через Дарданели і рушив до Константинополя з сухопутним військом, щоб покарати Лева за невиплачену данину. У той же час з Єгипту та Сирії приплив і арабський флот та почалася облога Константинополя, що тривала цілий рік (до серпня 718 р.) і скінчилася невдало для арабів. Завдяки «грецькому вогню» та допомозі болгарського хана Тервела, Лев ІІІ розгромив сухопутні війська ворога. Але боротьба з арабами тривала весь час правління і арабські війська часто нападали на азійські володіння Візантії. Леву вдалося перемогти одну з арабських армій у 739 р. в битві біля Акроніона. 732 року він уклав союз із хозарами.
Найважливішим досягненням Лева Ісавра у внутрішній політиці було успішне придушення двох спроб у 718 та 727 роках узурпації влади — правителем Сицилії Сергієм і екс-імператором Анастасієм.
За правління Лева істотно змінився устрій імперії, істотно розвинулося візантійське право. З'явився перший по-справжньому візантійський, але разом з тим такий, що зберіг елементи римського права, законодавчий документ, який дістав назву «Еклог» (Вибір). Лев Ісавр вважав, що поклоніння священним зображенням є поклоніння ідолам, саме в епоху його правління почався період іконоборства, за часів якого було знищено величезну кількість фресок і мозаїк. Цей період почався після відносно успішного хрещення євреїв та монтаністів у 722 році. Щодо причин, які породили іконоборство, не знайдено однозначної відповіді. Багато віруючих і монахів утікало від гонінь до Риму, що викликало напругу між імператором і папами римськими Григорієм II та Григорієм III. Григорій II навіть відлучив Лева Ісавра від церкви.
У 720 Лев III призначив свого сина Костянтина співімператором, що поклало початок новій династії й стабілізації імперії на наступні 80 років.
Імператор Лев III Ісавр помер у червні 741 року від водянки.